# Stephen Tobolowsky
Stephen Harold Tobolowsky (Dallas, 30 de maio de 1951) é um ator, escritor, diretor, roteirista, apresentador e músico estadunidense, descendente de judeus e poloneses. Ele é conhecido por seua papéis no cinema como o agente de seguros Ned Ryerson em Groundhog Day (1993) e o amnésico Sammy Jankis em Memento (2000), assim como suas atuações em séries como Deadwood, Heroes, Glee, Californication e Silicon Valley.
Tobolowsky também tem um podcast de áudio mensal, The Tobolowsky Files, de histórias autobiográficas sobre sua carreira e vida pessoal. Em 2015, ele foi co-apresentador de um segundo podcast de curta duração, Big Problems - An Advice Podcast, com David Chen. Ele também é autor de três livros: The Dangerous Animals Club, Cautionary Tales e My Adventures With God.

## Biografia
Tobolowsky nasceu em uma família judia (da Rússia e da Polônia) em Dallas, no Texas. Ele cresceu imaginando jogos e brincadeiras com seu irmão, e seu livro The Dangerous Animals Club mostra uma análise de como as crianças não supervisionadas no século XX se divertiam. Ele mostrou bastante talento no beisebol, mas uma séria doença infantil interrompeu sua carreira como atleta antes dela começar. Ele se formou na Justin F. Kimball High School e Southern Methodist University. Ele recebeu um mestrado da Universidade de Illinois 1975. Ele é primo do ex-advogado de Dallas, Ira Tobolowsky, que foi assassinado em sua casa em 2016 - um mistério que permanece sem solução. Outro primo de Stephen (e irmão de Ira) é o escultor George Tobolowsky. Stephen Tobolowsky também tocou em uma banda chamada "A Cast of Thousands", que tinha duas músicas, "Red, White and Blue" e "I Heard a Voice Last Night" em uma compilação de bandas locais de Dallas chamada A New Hi. Ambas as músicas apresentavam na guitarra, o cantor Steve Vaughan, que mais tarde ficaria conhecido como Stevie Ray Vaughan.

## Carreira
Tobolowsky apareceu em mais de 200 filmes, além de vários projetos na televisão. Ele também trabalhou no teatro, dirigindo e atuando em peças teatrais em Nova York, São Francisco e Los Angeles. Ele dirigiu o filme, Dois Idiotas em Hollywood, baseado em sua peça de mesmo nome. Ele também co-escreveu o filme True Stories com David Byrne e Beth Henley. Ele foi indicado ao Tony Award de Melhor Ator de  Teatro, pelo revival de 2002, Morning’s at Seven.
Em 29 de outubro de 2009, Tobolowsky iniciou um novo podcast no blog /Film chamado The Tobolowsky Files, onde ele conta histórias, de forma semelhante ao filme seu filme, Stephen Tobolowsky's Birthday Party. O show foi escolhido pela Public Radio International em 2012.

## Filmografia
| Ano  | Titulo                                          |
| ---- | ----------------------------------------------- |
| 2018 | Strange Nature                                  |
| 2017 | Mamaboy                                         |
| 2017 | Scooby-Doo! Shaggy's Showdown (voz)             |
| 2016 | Guys and Girls Can't Be Friends                 |
| 2016 | Welcome to the Men's Group                      |
| 2016 | The Confirmation                                |
| 2016 | 6 Love Stories                                  |
| 2015 | Hollywood Adventures                            |
| 2014 | Christian Mingle                                |
| 2014 | Atlas Shrugged: Part III                        |
| 2014 | Mr. Peabody and Sherman                         |
| 2014 | The Barber                                      |
| 2012 | Pearblossom Hwy                                 |
| 2012 | The Lorax (voz)                                 |
| 2012 | A Little Something on the Side (curta)          |
| 2011 | The Last Ride                                   |
| 2011 | You May Not Kiss the Bride                      |
| 2010 | Peep World                                      |
| 2010 | Hard Breakers                                   |
| 2010 | Buried (voz)                                    |
| 2009 | The Time Traveler's Wife                        |
| 2008 | Beethoven's Big Break                           |
| 2008 | The Rainbow Tribe                               |
| 2007 | Loveless in Los Angeles                         |
| 2007 | Boxboarders!                                    |
| 2007 | Wild Hogs                                       |
| 2006 | National Lampoon's Totally Baked: A Potumentary |
| 2006 | Blind Dating                                    |
| 2006 | Pope Dreams                                     |
| 2006 | Failure to Launch                               |
| 2006 | The Sasquatch Gang                              |
| 2005 | Living 'til the End                             |
| 2005 | Stephen Tobolowsky's Birthday Party             |
| 2005 | Robôs (vozes adicionais)                        |
| 2005 | Miss Congeniality 2: Armed and Fabulous         |
| 2004 | Debating Robert Lee                             |
| 2004 | Little Black Book                               |
| 2004 | Garfield: The Movie                             |
| 2004 | Win a Date with Tad Hamilton!                   |
| 2003 | Frankie and Johnny Are Married                  |
| 2003 | Freaky Friday                                   |
| 2003 | View from the Top (não creditado)               |
| 2003 | National Security                               |
| 2002 | O Ritual                                        |
| 2002 | Adaptation. (cenas excluídas)                   |
| 2002 | The Country Bears                               |
| 2002 | Love Liza                                       |
| 2001 | Freddy Got Fingered                             |
| 2001 | Sleep Easy, Hutch Rimes                         |
| 2001 | The Day the World Ended (Filme p/ TV)           |
| 2001 | The Prime Gig                                   |
| 2000 | Stanley's Gig                                   |
| 2000 | Memento                                         |
| 2000 | The Operator                                    |
| 2000 | Bossa Nova                                      |
| 2000 | Sleep Easy, Hutch Rimes                         |
| 1999 | Don't Look Under the Bed (Filme p/ TV)          |
| 1999 | One Man's Hero                                  |
| 1999 | The Insider                                     |
| 1998 | The Brave Little Toaster Goes to Mars (voz)     |
| 1998 | Around the Fire                                 |
| 1998 | The Jungle Book: Mowgli's Story (voz)           |
| 1998 | Black Dog                                       |
| 1998 | An Alan Smithee Film: Burn Hollywood Burn       |
| 1997 | Mr. Magoo                                       |
| 1997 | The Curse of Inferno                            |
| 1997 | Boys Life 2                                     |
| 1996 | Homeward Bound II: Lost in San Francisco (voz)  |
| 1996 | Power 98                                        |
| 1996 | The Glimmer Man                                 |
| 1995 | Murder in the First                             |
| 1995 | Dr. Jekyll and Ms. Hyde                         |
| 1994 | Radioland Murders                               |
| 1994 | My Father the Hero                              |
| 1994 | Trevor                                          |
| 1993 | Groundhog Day                                   |
| 1993 | Romeo Is Bleeding                               |
| 1993 | The Pickle                                      |
| 1993 | Calendar Girl                                   |
| 1993 | Josh and S.A.M.                                 |
| 1992 | Sneakers                                        |
| 1992 | Single White Female                             |
| 1992 | Memoirs of an Invisible Man                     |
| 1992 | Hero                                            |
| 1992 | Where the Day Takes You                         |
| 1992 | Basic Instinct                                  |
| 1991 | Wedlock                                         |
| 1991 | Thelma & Louise                                 |
| 1990 | Mirror, Mirror                                  |
| 1990 | The Grifters                                    |
| 1990 | Welcome Home, Roxy Carmichael                   |
| 1990 | Funny About Love                                |
| 1990 | Bird on a Wire                                  |
| 1989 | In Country                                      |
| 1989 | Great Balls of Fire!                            |
| 1989 | Breaking In                                     |
| 1989 | Checking Out                                    |
| 1988 | Two Idiots in Hollywood                         |
| 1988 | Mississippi Burning                             |
| 1987 | Spaceballs                                      |
| 1986 | Nobody's Fool                                   |
| 1984 | Swing Shift                                     |
| 1984 | The Philadelphia Experiment                     |
| 1977 | Keep My Grave Open                              |